# Петергофское шоссе
Петергофское шоссе — шоссе в Санкт-Петербурге, наравне с проспектом Народного Ополчения и проспектом Ветеранов, важная магистраль Красносельского района города. Является частью исторической Петергофской дороги. Начинается от пересечения проспекта Стачек (продолжая его) с проспектом Маршала Жукова. Около Стрельны переходит в Санкт-Петербургское шоссе.

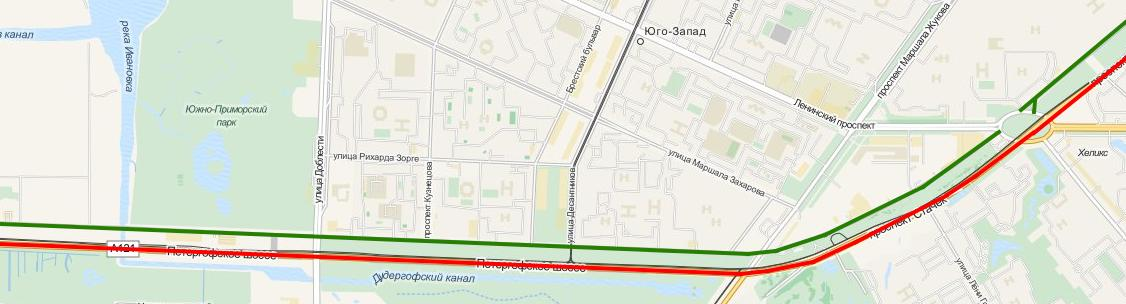
Петергофское шоссе и проспект Стачек от улицы Доблести до Кронштадтской площади

## История
Современное Петергофское шоссе начинает складываться ещё во времена шведского владычества, составляя вместе с Приморской дорогой (ныне Таллинское шоссе) две основные транспортные магистрали на данной территории.
После присоединения данных земель к России, Пётр I раздаёт участки под строительство дач и дворцов, тогда же возводятся Петергоф и дом в Стрелиной мызе. Между столицей и Петергофом пролегала т. н. «Петергофская перспектива» (Петергофская дорога).
Во-второй половине XVIII века начинается строительство новой Петергофской дороги. В это время участок современного Петергофского шоссе (доходил не до Стрельны, а до Петергофа) начинают называть Петербургской дорогой, в 1845 году название становится официальным, а в 1870 годах снова переименовывается уже в Петербургское шоссе.
В XX веке снова происходят изменения в именовании. Так во время Первой мировой войны, шоссе, как и все топонимы названия которых происходили из немецкого и других германских языков, переименовывают на русский манер. Петербургское шоссе становится в 1914 году Петроградским. После революции, уже на советский манер, переименовывается в Ленинградское шоссе.
Лишь 12 ноября 1962 года на карте Ленинграда официально появилось Петергофское шоссе, правда часть магистрали, идущую через Стрельну, оставили Ленинградским (совр. Санкт-Петербургское шоссе).
Практически вся чётная сторона шоссе представляет собой зелёную зону. Она начинается с Полежаевского парка, а далее к нему примыкают земли бывших землевладельцев. Лишь в самом конце шоссе расположены гипермаркеты «Лента» и «Леруа Мерлен». Нечётная сторона шоссе начинается застройкой советских времён, затем на стыке улиц Доблести и Партизана Германа с северной стороны к шоссе примыкает Южно-Приморский парк, западнее которого к шоссе выходит ЖК «Балтийская жемчужина». Далее расположена нежилая застройка.

## Транспорт
1. Метрополитен: «Проспект Ветеранов», «Ленинский Проспект», «Автово», «Кировский Завод»
2. Автобусы № 68, 68А, 87, 103, 160, 162, 200, 201, 204Э, 210, 226, 229, 239, 300, 329, 401, 486
3. Троллейбус № 41
4. Трамваи № 36, 60
5. Маршрутные такси № 401А, 635, 650А.

## Галерея
|                                        |                                 |                                                  |                                             |
| «Готический дом» (дача Мятлевых)       | Дача Э. Е. Эбсворта («Литания») | Парк при усадьбе Х. С. Миниха                    | 1-й Петергофский мост                       |
|                                        |                                 |                                                  |                                             |
| Около пересечения с пр. Маршала Жукова | Почтовая станция в Стрельне     | Петергофское шоссе. Около «Балтийской жемчужины» | Парк Новознаменка вдоль Петергофского шоссе |

## Граничит или пересекается с улицами и проспектами

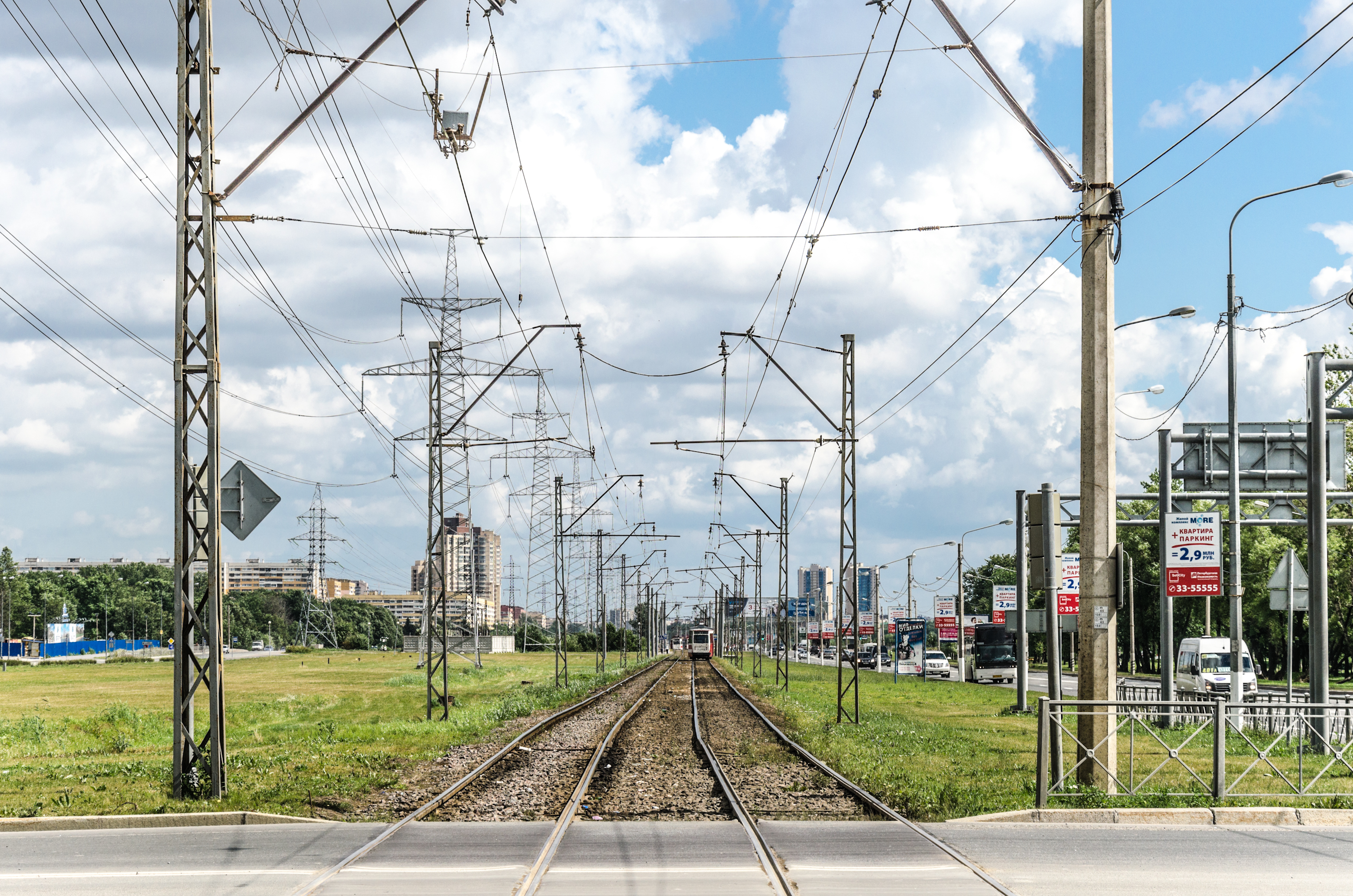
Петергофское шоссе, трамвайные пути

- Проспект Маршала Жукова
- Улица Десантников
- Брестский бульвар
- Проспект Кузнецова
- Улица Партизана Германа
- Улица Доблести
- Улица Катерников
- Улица Адмирала Трибуца
- Улица Пограничника Гарькавого
- 2-я Комсомольская улица
- Улица Капитана Грищенко
- Улица Адмирала Черокова
- Улица Пионерстроя